# Intérieur avec un jeune couple et un chien
Intérieur avec un jeune couple et un chien ou Jeune couple avec un chien dans un intérieur est une peinture à l'huile sur panneau du peintre hollandais Pieter de Hooch ; réalisé en 1662, c'est un exemple de la peinture hollandaise de l'âge d'or. Le tableau est conservé au Metropolitan Museum of Art de New York.

## Description
Cette peinture a été documentée par l'historien de l'art néerlandais Hofstede de Groot en 1910, qui a écrit :

« 74. DEUX PERSONNAGES ET UN CHIEN DANS UNE CHAMBRE. De G. 71. Une femme se tient à une fenêtre à droite ; un homme est assis à sa gauche et fait signe à un chien. À gauche est visible une autre pièce avec des tentures en cuir doré. Sur la droite se trouve un lit, ressemblant à celui du tableau du Rijksmuseum de la collection Van der Hoop (71), et ayant des rideaux verts similaires. Ce tableau est aussi de la meilleure période, vers 1665, et rappelle le plus grand tableau du Louvre (255). Les personnages sont raides. Toile (?), 21 pouces par 23 1/2 pouces. »

— Dans la collection de feu Rodolphe Kann à Paris achetée dans son ensemble par Duveen Brothers de Londres, août 1907.